# Francesco Antonio Arpaja
Francesco Antonio Arpaja (Napoli, 1587 – Madrid, 20 aprile 1648) di famiglia borghese, figlio di un costruttore di basti, esperto uomo di legge e abile schermitore.
Dimorava nel casale di Teverola vicino Aversa dove lavorava come fattore nel 1647 quando fu chiamato.
Divenne l'uomo di collegamento fra il vecchio prete (Giulio Genoino) e il giovane rivoluzionario (Masaniello).
Fu proclamato Eletto del popolo da Masaniello su suggerimento di Giulio Genoino, aveva 60 anni ed era uomo d'ingegno sveglio e di animoso carattere fu nella giovinezza compagno del Genoino nelle cospirazioni del 1620 con il duca d'Ossuna il giovane, catturato seguì la sorte di Giulio Genoino.
Come eletto del popolo diede l'ordine di piegare all'ordine spagnolo il nuovo leader dei lazzari Gennaro Annese. 
Domenica 19 aprile 1648 venne condotto con Giulio Genoino con la nave ammiraglia prima in Sardegna poi in Spagna a Cartagena e infine a Madrid dove morì.